# Doryphora aromatica
Doryphora aromatica är en tvåhjärtbladig växtart som först beskrevs av Frederick Manson Bailey, och fick sitt nu gällande namn av L. S. Smith. Doryphora aromatica ingår i släktet Doryphora och familjen Atherospermataceae. Inga underarter finns listade i Catalogue of Life.